# Vlaams Nationale Partij
De Vlaams Nationale Partij (VNP) was een Vlaamse politieke partij en is een van de twee ideologische voorlopers van het Vlaams Blok en Vlaams Belang. De partij werd opgericht op 1 oktober 1977, door onder anderen Karel Dillen, uit onvrede omtrent de goedkeuring van het Egmontpact door de Volksunie.
Naast de groep rond Karel Dillen, vormde zich een tweede groep rond Lode Claes en Roeland Raes (de Vlaamse Volkspartij). Beide groepen stelden dat er door de goedkeuring van het Egmontpact een kloof was ontstaan tussen de basis en de partijtop van de Volksunie. De bakermat van de VNP bevond zich voornamelijk in Antwerpen, die van de VVP eerder in Brussel. Tussen beide groepen startte gesprekken die echter aanvankelijk op niets uitdraaien. Lode Claes, senator en voormalig topman uit het bedrijfsleven, was de idee genegen een brede liberaal/conservatieve partij naar Angelsaksisch model te vormen. Karel Dillen wilde echter een radicale nationalistische partij uitbouwen. De belangrijkste standpunten waren Vlaamse onafhankelijkheid en amnestie voor collaborateurs uit de Tweede Wereldoorlog.
Op het allerlaatste moment besloten beide partijen om toch gezamenlijk naar de parlementsverkiezingen van 17 december 1978 te trekken, hoewel de stijl, de aanhang en het ideeëngoed van beiden verschilden. Ze kozen hierbij voor de naam "Vlaams Blok", dewelke teruggaat op de historische verkiezingsdeelname van de partij Vlaams Nationaal Verbond (VNV) die de naam "Vlaamsch Nationaal Blok" gebruikten bij de parlementsverkiezingen van 1936.
Het kartel Vlaams Blok behaalde 1,37% van de stemmen en scoorde voornamelijk goed in Antwerpen (3,6%), Aalst (3,1%), Gent (2,1%) en Brussel (1,9%). Hierdoor werd Karel Dillen verrassend verkozen en kreeg hij plots extra macht binnen het kartel. Lode Claes blies hierop volgend het kartel op, maar kon met deze beslissing niet rekenen op de volledige steun van zijn achterban. De groep rond Roeland Raes besloot daarop de VVP te verlaten en om samen met de VNP een gestructureerde samenwerking op te zetten in de vorm van een nieuwe partij die de naam van het kartel overnam: Het Vlaams Blok als partij was geboren.
Gerelateerde onderwerpen: Partijprogramma · 70-puntenplan · Cordon sanitaire · Racismeklacht